# Glochidion striatum
Glochidion striatum är en emblikaväxtart som beskrevs av Johannes Jacobus Smith. Glochidion striatum ingår i släktet Glochidion och familjen emblikaväxter. Inga underarter finns listade i Catalogue of Life.